# Rokumon Tengai Mon Colle Knight GB
Rokumon Tengai Mon Colle Knight GB (六門天外モンコレナイトGB?) es un videojuego de rol para Game Boy Color publicado por Kadokawa Shoten en diciembre de 2000, exclusivamente en Japón. Se basa en el anime Los Caballeros del Mundo Mon.